# Corentin Glénat
Pas d'image ? Cliquez ici

a Compétitions nationales et continentales officielles uniquement.

b Matchs officiels uniquement.
Dernière mise à jour le 25 septembre 2023.
Corentin Glénat, né le 26 août 1999 à Voiron, est un joueur français de rugby à XV qui évolue au poste d'arrière ou de demi d'ouverture. Il joue au sein de l'effectif du Soyaux Angoulême XV.

## Biographie
Corentin Glénat découvre le rugby à l'US Vinay puis il rejoint le club de FC Grenoble en 2013.
En octobre 2018, à seulement 19 ans il dispute son premier match en professionnel avec son club formateur au poste d'ouvreur en Challenge européen en s’imposant face aux Harlequins de son homologue Marcus Smith et dispute également son premier match en Top 14 en mars 2019.

## Palmarès

### En club
- Championnat de France de Pro D2 :
  - Vice-champion (1) : 2023 (FC Grenoble)
- Barrage d'accession au championnat de France :
  - Finaliste (2) : 2019 (FC Grenoble) et 2023 (FC Grenoble)